# شان شهيد
شان شهيد هو كاتب ومخرج وممثل باكستاني، ولد في 27 أبريل 1971 بلاهور في باكستان. من الجوائز التي نالها جائزة نگار ‏ وفخر الأداء.

## جوائز
- جائزة نگار [الإنجليزية]‏
- فخر الأداء

## وصلات خارجية
- شان شهيد على موقع IMDb (الإنجليزية)
- شان شهيد على موقع قاعدة بيانات الفيلم (الإنجليزية)
- شان شهيد على موقع كينوبويسك (الروسية)